# Secretarie van Staat
De Secretarie van Staat was tussen februari 1943 en september 1944 een nationaalsocialistisch bestuursorgaan dat beoogde de opmaat te vormen van de uiteindelijke (maar nooit gerealiseerde) Nederlandse nationaalsocialistische regering onder leiding van ir. A.A. Musserts Nationaal-Socialistische Beweging (NSB). De Secretarie van Staat moest het toekomstige aandeel van de NSB in het landsbestuur voorbereiden.
In december 1942 werd Mussert ontvangen door Hitler in zijn hoofdkwartier, de Wolfsschanze te Oost-Pruisen. Bij die gelegenheid deelde Hitler mee dat Nederland geen eigen nationaalsocialistische regering zou krijgen en dat hij het land in de toekomst (zoals ook met Oostenrijk) gebeurd was, zou opnemen (einordnen) in het Grootgermaanse Rijk. Hoewel Mussert tot die tijd steeds had gehoopt op regeringsbevoegdheid voor hemzelf en voor zijn NSB, werd hem toen duidelijk dat dit een vrome wens zou blijven. Wel wees Hitler Mussert toen aan als Führer des niederländischen Volkes. Dat impliceerde dat de NSB door het Reichskommissariat van Seyss-Inquart structureel zou worden betrokken bij het bestuur van Nederland, in het bijzonder bij benoemingsbeleid. Op 30 januari 1943 verscheen dan het decreet van de Rijkscommissaris dat de instelling van de Secretarie van Staat regelde. Met de instelling van de Secretarie van Staat werden de afdelingen Bestuurszaken en Algemene Zaken van de NSB opgeheven. Deze gingen in hun geheel over naar de Secretarie van Staat. Hoofd van de Secretarie werd dr. J.H. Carp, een van Musserts trouwste medewerkers en intimi. De Secretarie mocht zich, krachtens het decreet van Seyss-Inquart, bezighouden met benoemingen en met beleid. In de praktijk kwam hier weinig tot niets van terecht, hoofdzakelijk omdat geen van de overige spelers op dit veld bereid bleek bevoegdheden aan de Secretarie van Staat af te staan.
De Secretarie werd gevestigd in het Groen van Prinsterer-huis aan de Korte Vijverberg te Den Haag. Omdat het pand in een desolate staat verkeerde kreeg dr. ir. G.A.C. Blok de opdracht het te restaureren. Dit vond plaats in de periode 1943-1944. Het pand is het enige overblijfsel uit de Tweede Wereldoorlog dat blijk geeft van de NSB-visie op architectuur.
Mussert heeft nauwelijks gebruikgemaakt van het gerestaureerde kantoor. De Secretarie van Staat verdween na Dolle Dinsdag van het toneel en in zijn hoedanigheid van NSB-leider had Mussert zijn hoofdkwartier in Utrecht. Toen de oorlog ten einde liep week hij in april 1945 uit naar Den Haag. Op 7 mei werd hij, komend uit de Secretarie van Staat, gearresteerd.
 Portaal: Fascisme en nationaalsocialisme in Nederland · Fascisme · Nationaalsocialisme